# Carluke
Carluke är en ort i Storbritannien.   Den ligger i kommunen South Lanarkshire och riksdelen Skottland, i den centrala delen av landet, 500 km nordväst om huvudstaden London. Carluke ligger 210 meter över havet och antalet invånare är 13 465.
Terrängen runt Carluke är lite kuperad, och sluttar västerut. Runt Carluke är det ganska tätbefolkat, med 78 invånare per kvadratkilometer. Närmaste större samhälle är Hamilton, 13,1 km väster om Carluke. Trakten runt Carluke består i huvudsak av gräsmarker.